# Innozenz VI.

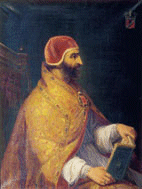
Papst Innozenz VI. (Gemälde im Papstpalast von Avignon)

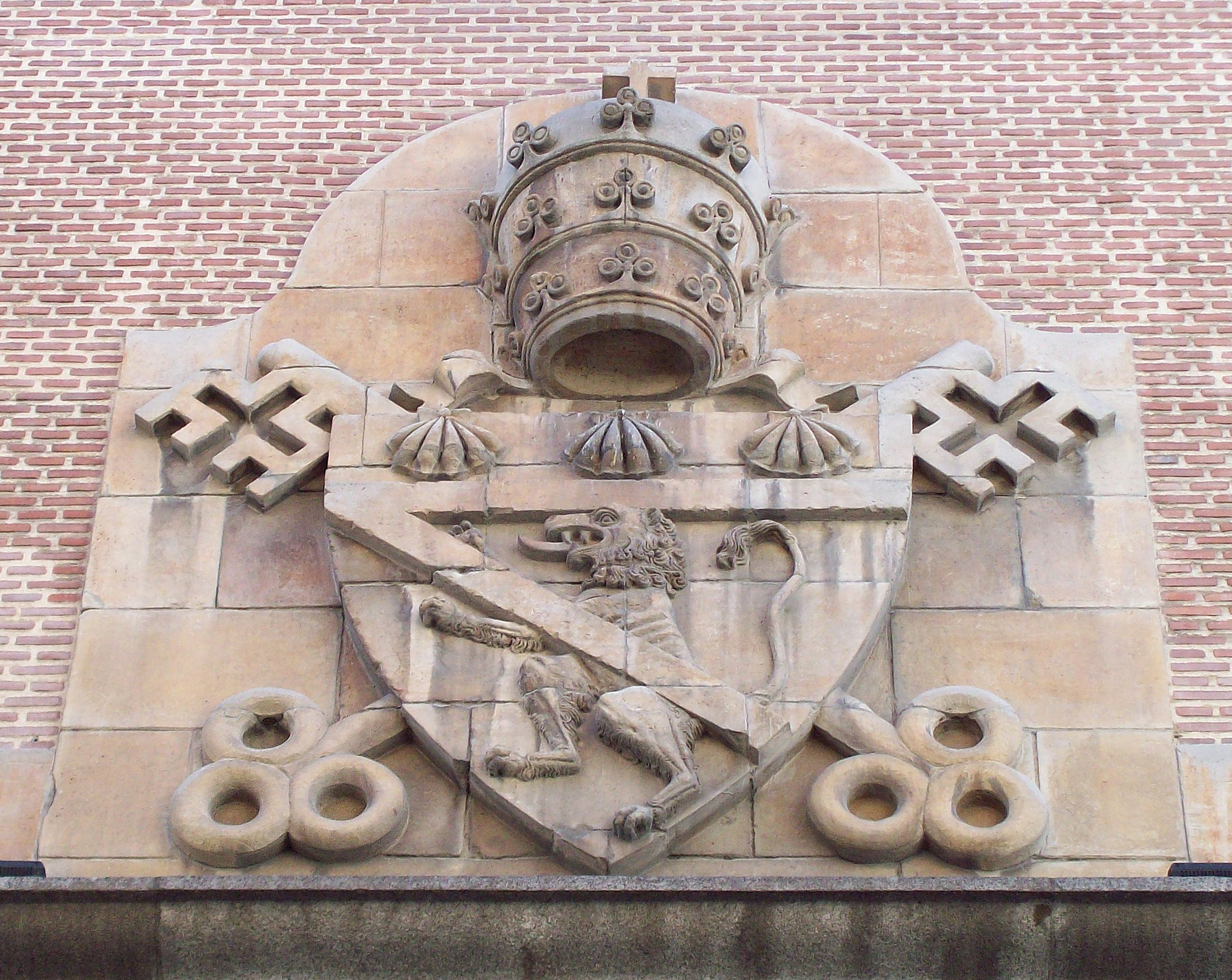
Wappen Innozenz’ VI. an der Madrider Kirche St. Genesius

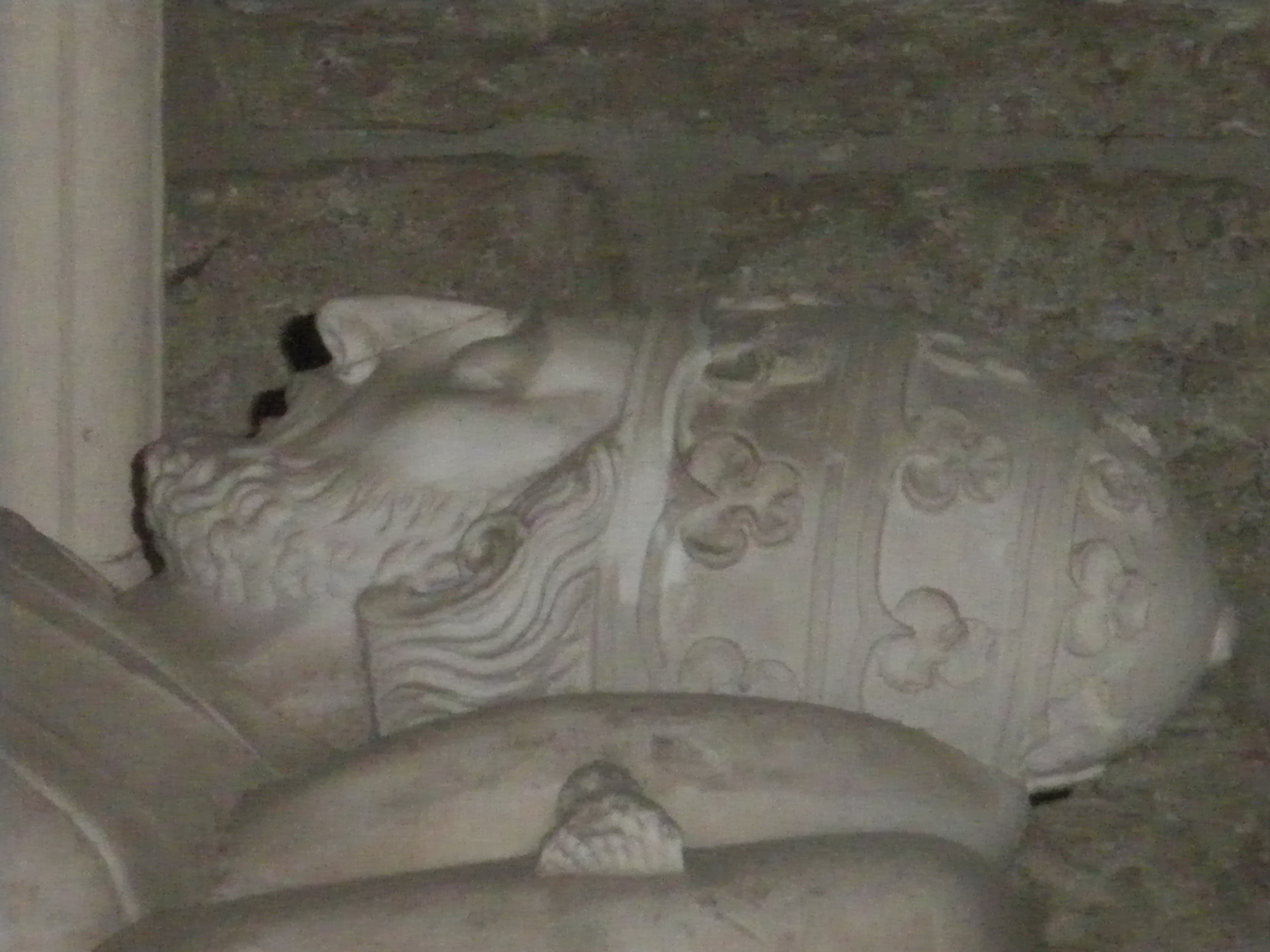
Innozenz VI. auf dem Grabmal in Villeneuve-lès-Avignon

Innozenz VI. (* 1285 oder 1292 in Beyssac, Frankreich als Étienne Aubert bzw. Stephan Aubert; † 12. September 1362 in Avignon) war von 1352 bis zu seinem Tod 1362 Papst der katholischen Kirche mit Residenz in Avignon.

## Leben
Ursprünglich hatte Aubert die Rechte studiert und war Zivilrechtslehrer in Toulouse. 1340 wurde Aubert zum Bischof von Clermont geweiht. Im Jahre 1342 erhob ihn Papst Klemens VI. zur Kardinalswürde und ernannte Aubert zugleich zum Kardinalpriester von Santi Giovanni e Paolo und 1348 zum Großpönitentiar. Ab 1352 bekleidete Aubert das Amt des Kardinalbischofs von Ostia. Als Papst Klemens VI. noch im selben Jahr starb, wählten die Kardinäle ihn am 18. Dezember 1352 nach kurzem Konklave zum Papst. Aubert nahm nunmehr den Namen Innozenz VI. an.
Etwas maßvoller setzte Papst Innozenz den Nepotismus seiner Vorgänger fort. Unter ihm dominierte wie unter seinem Vorgänger das Limousin. Er ernannte vier Verwandte zu Kardinälen und drei zu Bischöfen. Er war aber nicht so vergnügungssüchtig wie seine Vorgänger, reformierte den päpstlichen Hof und reduzierte dessen Ausgaben wie auch die Privilegien der Kardinäle. Wegen seiner Verfolgung der franziskanischen Spiritualen fällte die heilige Birgitta von Schweden ein vernichtendes Urteil über ihn.
Der Kirchenstaat war inzwischen in völliger Anarchie versunken. Söldnerbanden verwüsteten das Land. Auch um eine Rückkehr des Papsttums nach Rom vorzubereiten, schickte der Papst deshalb den von Ferdinand Gregorovius als den genialsten Staatsmann, „der je im Kollegium der Kardinale gesessen hat“, gelobten Kardinal Albornoz nach Rom, um dort die Ordnung wiederherzustellen. Er löste das Problem mit Energie, Klugheit und Vornehmheit. Er erließ die Constitutiones Aeguidinae. Sie galt als „vollkommenste Frucht bürgerlicher Gesetzgebung der Kirche“. Dadurch wurde der Kardinal zum zweiten Begründer des Kirchenstaates. Diese Gesetzgebung behielt – am Ende zwar oft nur theoretisch – bis in die napoleonische Ära ihre Gültigkeit.
Am 5. April wurde König Karl IV. durch einen Legaten zum Kaiser gekrönt. Am 25. Dezember 1356 erließ Kaiser Karl die Goldene Bulle. Sie war das klarste Gesetzeswerk des ganzen Mittelalters in Deutschland und war auch für die Beziehung zwischen Papst und Kaiser richtungweisend. Die goldene Bulle stellte die vom Kurverein von Rhense festgelegten Normen und Kompetenzen in einen rechtlichen Rahmen. Der Papst wurde in der Bulle nicht einmal erwähnt. Doch erloschen mit der Bulle alle alten Ansprüche des Papstes. Damit waren die früheren Streitigkeiten um die deutsche Königswahl endgültig beendet. Auch die Kaiserkrönung wurde endgültig vom Willen des Papstes unabhängig. Da Innozenz nicht gegen diese Bulle protestierte, erkannte er sie als unabänderliches Faktum an.
Am 19. September 1356 wurde Johann II., von Frankreich in der Schlacht bei Maupertuis von den Engländern im Hundertjährigen Krieg besiegt und kam in Gefangenschaft. Das führte auch zu einer von Kaiser Karl begrüßten Schwächung des französischen Königtums. Er wollte die Abhängigkeit des Papstes von der französischen Krone ein für alle Mal beenden. Die Bedingungen dafür waren günstig. Deshalb lehnte Karl den Wunsch von Papst Innozenz ab, sich für die Freilassung des französischen Königs einzusetzen. Im Jahr 1360 war Innozenz maßgeblich am Friedensschluss von Bretigny beteiligt. Er beendete zwar nicht diesen Krieg, doch ermöglichte er einen zehnjährigen Waffenstillstand.
Seine Bemühungen um eine Kirchenunion mit Byzanz schlugen jedoch fehl.